# Marczibányi Antal
Puhói és csókai Marczibányi Antal (Puhó, 1793. május 28. – Pest, 1872. január 13.) politikus, főispán, a Magyar Tudományos Akadémia igazgatótanácsának tagja.

## Pályája
Marczibányi Imre alispán és Huszár Anna fia, a gazdag Marczibányi család utolsó férfisarja. 1812-ben Trencsén vármegye szolgabírója, 1816–1824 között főszolgabírója, 1824-ben főadószedő, az 1825., az 1830. és az 1832–1836. évi országgyűléseken Trencsén vármegye országgyűlési képviselője volt. Mindig a szabadelvűség pártjához tartozott; megyéjében ő volt a párt vezére, neki sikerült megtörnie az akkori főispánnak, Illésházynak a konzervativizmussal sok tekintetben párosult önkényeskedését. 1836-ban a megye alispánja és 1839-ben ismét országgyűlési képviselője volt. 1841-ben Árva vármegye főispáni helytartója, 1845-ben Trencsén vármegye főispánja lett. 1847-ben a konzervatív mozgalmak alkalmával Pesten a szabadelvűség ellen szövetkezett négyszáz előkelő magyar családdal szemben ő volt az egyedüli, aki e szövetkezés és annak iránya ellen felszólalt. 1848-ban a magyar kormány megerősítette főispáni tisztében, és a szabadságharc befejezéséig viselte ezt a méltóságot. Hosszú ideig Pozsonyban volt internálva, minden címétől megfosztották, végül 50 000 forint pénzbírsággal válthatta meg szabadságát. Ezután visszavonult a politikától és főként jótékonykodásnak szentelte életét. Részt vett a Magyar Tudományos Akadémia megalapításában és később, 1863. január 14-én az igazgató tanács tagjának választották. Az akadémiának 1869 és 1878 között csaknem  50 000 koronát adományozott. Halálával a család férfi ágon kihalt.
Cikkeket írt különösen az 1840-es évek szabadelvű politikai lapjaiba. Országgyűlési beszédei a hírlapokban és az Országgyűlési Naplókban vannak.